# Helga Bansch
Helga Bansch (* 23. Februar 1957 in Leoben) ist eine österreichische Künstlerin, Illustratorin und Autorin von Bilderbüchern.

## Leben
Bansch besuchte das Bundesrealgymnasium in Graz-Hasnerplatz und nach der Matura die Pädagogische Akademie in Graz. Nach ihrem dortigen Abschluss war Helga Bansch 25 Jahre lang als Volksschullehrerin tätig und ist seit 2003 freischaffende Künstlerin.
Helga Bansch lebt und arbeitet in Wien und der Südsteiermark.

## Werke
Bilderbücher
- Kitzeln kann man sich nicht allein (Text: Heinz Janisch), Verlag Jungbrunnen 2021, ISBN  978-3-7026-5956-1
- Dr. Maus kommt heut ins Haus (Text: Reinhard Ehgartner), Tyrolia, Innsbruck / Wien 2021, ISBN 978-3-7022-3955-8
- Der Pupu, Verlag Jungbrunnen, Wien 2021, ISBN 978-3-7026-5951-6
- Drei Herren, Tyrolia, Innsbruck / Wien 2020, ISBN 978-3-7022-3862-9
- Was macht die Maus? Tyrolia, Innsbruck-Wien 2015. ISBN 978-3-7022-3485-0
- Die Rabenrosa, Jungbrunnen, Wien 2015, ISBN 978-3-7026-5874-8.
- Das kleine Farbeneinmaleins, Tyrolia, Innsbruck / Wien 2014, ISBN 978-3-7022-3403-4 (mehrsprachige Ausgabe auf Kroatisch, Bosnisch, Serbisch-Montenegrinisch, Türkisch, Italienisch, Englisch).
- Lisa will einen Hund: Bilderbücher in zwei Sprachen; inklusive MP3-Hörbuch in 8 Sprachen, NordSüd, Zürich 2010, ISBN 978-3-314-01782-7 (deutsch/englisch, übersetzt von Kristy Clark Koth) / ISBN 978-3-314-01786-5 (deutsch/französisch, übersetzt von Dominique Kirmer) / ISBN 978-3-314-01783-4 (deutsch/spanisch, übersetzt von Olga Balboa) / ISBN 978-3-314-01781-0 (deutsch/türkisch, übersetzt von Gül Dilek Schlieker) / ISBN 978-3-314-01787-2 (deutsch/griechisch, übersetzt von Vasiliki Skandali) / ISBN 978-3-314-01784-1 (deutsch/russisch, übersetzt von Evgeni Vishnevski).
- „Frau Friedrich“ (Text: Heinz Janisch), Jungbrunnen, München / Wien 2008
- „Ein schräger Vogel“, 2007
- „El sueño del osito rosa“ (Text: Roberto Aliaga), 2007
- „Montags Engelchen“ (Text: Antonie Schneider), 2007
- „Wenn ich nachts nicht schlafen kann“ (Text: Heinz Janisch), Jungbrunnen, München / Wien 2007
- „Krone sucht König“ (Text: Heinz Janisch), Jungbrunnen, München / Wien
- „Fuchs und Gans“ (Text: Antonie Schneider), 2006
- „Cocorico“ (Text: Marisa Núñez), 2006
- „Chocolata“ (Text: Marisa Núñez), 2006
- „Ein Haus am Meer“ (Text: Heinz Janisch), Jungbrunnen, München / Wien
- „Schlappi“, zweiter Teil
- „Frau Bund und Hund“ Jungbrunnen, München / Wien 2004
- „Schlappi“ (Text: Karl Ferdinand Kratzl), 2003
- „Bärenhunger“ (Text: Heinz Janisch), 2002
- „Zu Haus“ (Text: Heinz Janisch), Jungbrunnen, München / Wien 2002
- „Es gibt so Tage...“ (Text: Heinz Janisch), Jungbrunnen, München / Wien 2001
- „Zack bumm!“ (Text: Heinz Janisch), Jungbrunnen, München / Wien 2000, ISBN 3-7026-5722-3.
- „Auf dem Weg“ (Test: Heinz Janisch), Jungbrunnen, München / Wien 2024

Kalender
- Helga Bansch Familienplaner 2021, Tyrolia, Innsbruck / Wien 2020, ISBN 978-3-7022-3858-2

Ausstellungen (Auswahl)
- 2001 Galerie Steyrdorf, Steyr
- Graz Galerie Leechgasse – KHG
- 2002 Italien / Japan – Bologna – Illustrators Exhibition
- 2002 Italien / Sarmede – Le Immagini della Fantasia
- 2002 Wien – Künstlerhaus
- 2002 Wien – Design Austria
- 2002 Südtirol / Galerie am Rienztor Bruneck
- 2003 Italien / Japan – Illustrators Exhibition Bologna
- 2003 Portugal / Barreiro – International Biennal of Illustration
- 2004 St. Ulrich im Greith – Kulturhaus
- 2005 Slowakei / Biennale ilustracii Bratislava
- 2005 Italien / Sarmede – Le Immagini della Fantasia
- 2006 Kroatien / Biennale Ilustracije Zagreb
- 2007 Slowakei / Biennale ilustracii Bratislava
- 2016 USA / Ausstellungsbeteiligung bei „The Original Art“/New York
- 2018 Deutschland / Einzelausstellung in Dresden, KIZ Friedrichstadt

## Preise und Auszeichnungen
- Illustrationspreis der Stadt Wien 2000
- Österreichischer Kinder- und Jugendbuchpreis 2000
- Kinder- und Jugendbuchpreis der Stadt Wien 2001
- Österreichischer Kinder- und Jugendbuchpreis – Ehrenliste 2001
- 1. Preis der Kritikerjury-Design Austria
- Österreichischer Kinder- und Jugendbuchpreis – Ehrenliste 2003
- IBBY Honour List 2004
- Kinder- und Jugendliteraturpreis des Landes Steiermark 2004
- Die schönsten Bücher Österreichs 2004 für Frau Bund und Hund
- Österreichischer Kinder- und Jugendbuchpreis – Kollektion 2005
- Illustrationspreis der Stadt Wien 2006
- Österreichischer Kinder- und Jugendbuchpreis – Kollektion 2007
- Die schönsten Bücher Österreichs 2007
- Österreichischer Kinder- und Jugendbuchpreis – Kollektion 2008
- Preis der Jugendjury 2008
- Kinder- und Jugendbuchpreis der Stadt Wien 2008
- Österreichischer Kinder- und Jugendbuchpreis – Kollektion 2009
- Outstanding Artist Award für Kinder- und Jugendliteratur 2010
- Kinder- und Jugendbuchpreis der Stadt Wien – Anerkennung 2010
- Kinder- und Jugendbuchpreis der Stadt Wien 2011
- Österreichischer Kinder- und Jugendbuchpreis – Kollektion 2011
- Kinder- und Jugendbuchpreis der Stadt Wien 2012
- Kinder- und Jugendbuchpreis der Stadt Wien 2013
- Österreichischer Kinder- und Jugendbuchpreis-Kollektion 2014
- Illustrationspreis der Stadt Wien 2015
- Österreichischer Kinder- und Jugendbuchpreis-Kollektion 2016
- Evangelischer Buchpreis 2016 für Die Rabenrosa
- The White Ravens 2016
- Österreichischer Kinder- und Jugendliteraturpreis-Kollektion 2017
- Deutscher Jugendliteraturpreis-Nominierung 2017
- Österreichischer Kinder- und Jugendbuchpreis-Kollektion 2018
- Kinder- und Jugendbuchpreis der Stadt Wien 2020
- Österreichischer Kunstpreis für Kinder- und Jugendliteratur 2024[1]
- Deutscher Jugendliteraturpreis-Nominierung 2025